# Burgstall Schlossberg (Reisbach)
Der Burgstall Schlossberg (Reisbach) befindet sich in dem Ortsteil Grünbach des niederbayerischen Marktes Reisbach im Landkreis Dingolfing-Landau. Er liegt ca. 560 m nordwestlich von Grünbach auf dem Schlossberg (heute eine Golfanlage). Er wird als Bodendenkmal unter der Aktennummer D-2-7341-0132 im Bayernatlas als „mittelalterlicher Burgstall "Schloßberg"“ geführt. 

## Beschreibung
Am Fuß des bewaldeten steilen Nordosthanges des Schlossberges und östlich des zur Vils 
führenden Reisbaches liegt ein zweigliedriger Burgstall. Eine etwa 80 lange Abgrabung schneidet bis zu einer schwach nach Südwesten vorspringenden Bergnase die Wehranlage aus der unteren Hangpartie heraus. Vor dem südlichen Teil der Anlage fällt die Grabenböschung sieben Meter tief ab. Von hier erhebt sich auf einem steil geböschten Kegel das Kernwerk. Das Plateau besitzt die Ausmaße von ca. 21 × 16 m. Am südlichen und westlichen Rand des Plateaus befinden sich Eingrabungstrichter. Der Abfall von dem Plateau nach Süden ist mit 14 m beträchtlich. Die äußere Grabenböschung wurde von Westen nach Norden und Osten durch Hangabgrabungen errichtet und im südlichen Teil durch einen vorgelagerten Damm bzw. Wall. Die Grabensohle senkt sich vom höchsten Punkt im Norden in beiden Richtungen nach Süden zum tiefsten Punkt im Süden um sieben Meter. Dem Kernwerk vorgelagert ist eine nach Nordnordwest vorgelagerte trapezoide Vorburg vom 35 × 20 m. Die Oberfläche ist nicht ebenmäßig gestaltet und fällt nach Südwesten um vier Meter ab. In Richtung des nordwestlichen Geländes ist die Vorburg durch einen Randwall abgegrenzt, der von innen etwa mannshoch ansteigt und nach außen teils stark abfällt. Ein von  Nordwesten am Hang entlang führender ehemaliger Wassergraben mündet in der Nordecke des großen Hanggrabens; es wird vermutet, dass er zur Wasserversorgung der Burg, nicht aber zur Füllung des Burggrabens gedient hat.